# Lampy elektronowe produkowane w Polsce
Lista próżniowych odbiorczych lamp elektronowych wytwarzanych w Polsce, niezależnie od wielkości ich produkcji, stopnia rozpowszechnienia i zastosowania.
- Lista nie obejmuje lamp gazowanych, lamp mikrofalowych, liczników promieniowania jonizującego, kineskopów, lamp określanych jako nadawcze, lamp liczących i innych lamp specjalnych.

## Spis skrótów i oznaczeń
- Io – prąd wyprostowany
- Iż – prąd żarzenia
- m.cz. – małej częstotliwości
- p.cz. – pośredniej częstotliwości
- Pa – dopuszczalna moc strat w anodzie
- Po – moc wyjściowa
- S – nachylenie charakterystyki
- Sc – nachylenie przemiany
- Uap – maksymalne napięcie na anodzie w impulsie
- Utr – dopuszczalne napięcie na wejściu prostownika
- Uż – napięcie żarzenia
- w.cz. – wielkiej częstotliwości
- μ – współczynnik wzmocnienia

## Producenci lamp elektronowych w Polsce

### Do II wojny światowej
Pierwsza informacja o produkcji lamp w Polsce (rozpoczętej 1 grudnia 1921, według wzorów francuskich) dotyczy niewielkiej, zatrudniającej kilka osób, warszawskiej firmy Radjopol. Informacja ukazała się w Przeglądzie Elektrotechnicznym z czerwca 1922. Produkcja na większą skalę rozpoczęła się po włączeniu Radjopolu do Polskiego Towarzystwa Radiotechnicznego.
Produkcja wielkoprzemysłowa została uruchomiona przez firmę Philips, a liczbę odbiorczych lamp elektronowych wytwarzanych w Polsce bezpośrednio przed II w.ś. szacuje się na od około 700 tysięcy do 1,2 miliona sztuk rocznie.

#### PTR
Polskie Towarzystwo Radiotechniczne (PTR) – powstało w 1923 przez połączenie spółek Farad i Radjopol. Do końca lat 20 produkowano kilka typów lamp w oparciu o licencje francuskie. W roku 1928 przedsiębiorstwo zostało przejęte przez Polskie Zakłady Marconi, w których produkowano między innymi lampy nadawcze.

#### Polon
W 1926 firma Polon z Bydgoszczy podjęła produkcję lamp elektronowych, wstrzymała ją pod koniec lat 20. Lampy były budowane według wzorów amerykańskich.

#### Philips
Powstałe w 1922 roku Polskie Zakłady Philips rozpoczęły produkcję lamp w połowie lat 20. (w 1928 wyprodukowano około 286 tysięcy lamp). W 1930 roku wybudowano hutę szkła, która już w początkowym okresie dostarczała 1500 baniek dziennie, a w latach 30. Philips osiągnął na polskim rynku pozycję dominującego producenta, bliską monopolowi. W 1938 roku rozpoczęto tworzenie przyzakładowego laboratorium badawczego, konstrukcyjnego i technologicznego, ale do wybuchu wojny działania te nie zostały zakończone. Lampy Philipsa produkowane w Polsce często miały napisy wykonane po polsku. Można je też spotkać w innych krajach (także sygnowane przez lokalne firmy zależne, jak Valvo w Niemczech), rozpoznawalne są po umieszczanych na bańkach kodach oznaczających miejsce produkcji.

#### Tungsram
Warszawskie Zjednoczone Fabryki Żarówek Tungsram rozpoczęły produkcję odbiorczych lamp elektronowych w 1937 roku i od 1938 roku stały się największym konkurentem Philipsa. Niestety Tungsram nie oznaczał na bańkach miejsca produkcji i trudno określić, które z lamp były produkowane w Polsce, a które importowane.

### Po II wojnie światowej
Na początku lat 50. produkcja odbiorczych lamp elektronowych w Polsce wynosiła około 0,5 miliona, a w 1961 roku około 9 milionów sztuk rocznie.

#### PWLR
W 1946 roku uruchomiono w Dzierżoniowie Państwową Wytwórnię Lamp Radiowych (PWLR) w oparciu o sprzęt z dawnego laboratorium firmy Telefunken znajdującego się w Kowarach. Wytwórnia szybko podjęła produkcję lamp prostowniczych, a później także lamp bardziej złożonych. W 1947 roku zawarto umowę licencyjną z firmą Philips i zadecydowano o przeniesieniu fabryki lamp do Warszawy.

#### ZWLE
Zakłady Wytwórcze Lamp Elektrycznych im. Róży Luksemburg (ZWLE) powstały w latach 1948–1949 z połączonych zakładów PWLR przeniesionych z Dzierżoniowa na teren byłych zakładów Philipsa i ocalałych częściowo zakładów fabryki Tungsram. W latach 1955–1956 rozpoczęto produkcję lamp nowalowych. Zakłady (w pewnym okresie zwane w skrócie Telam) były głównym polskim producentem lamp odbiorczych. W połowie lat 60. zyskały status przedsiębiorstwa przodującego w przemyśle lampowym nadzorując inne zakłady skupione w kombinacie Unitra-Polam, później Polamp.

#### Lamina
Doświadczalne Zakłady Lampowe Lamina powstały w Piasecznie z Zakładu Elektroniki Państwowego Instytutu Telekomunikacyjnego. Najpierw został on wcielony do ZWLE (w 1951 r.), gdzie zachował pewną autonomię, a następnie (w 1957 r.) wydzielony w postaci osobnego przedsiębiorstwa. W Laminie produkowano głównie lampy do celów profesjonalnych. Zakłady istnieją do dziś.

#### PIE
Utworzony w 1956 roku, zajmował się głównie pracami badawczymi oraz małoseryjną produkcją doświadczalną i lamp specjalnych. W 2007 został włączony do Instytutu Tele- i Radiotechnicznego.

#### Dolam
Doświadczalne Zakłady Lamp Elektronowych Dolam powstały we Wrocławiu z wydzielonego w 1965 roku Zakładu Doświadczalnego PIE. Zakład produkował lampy do celów specjalnych, zajmował się też wdrażaniem nowych technologii.

## Lampy elektronowe produkowane w Polsce

### Do II wojny światowej

#### Diodyprostownicze

##### 506

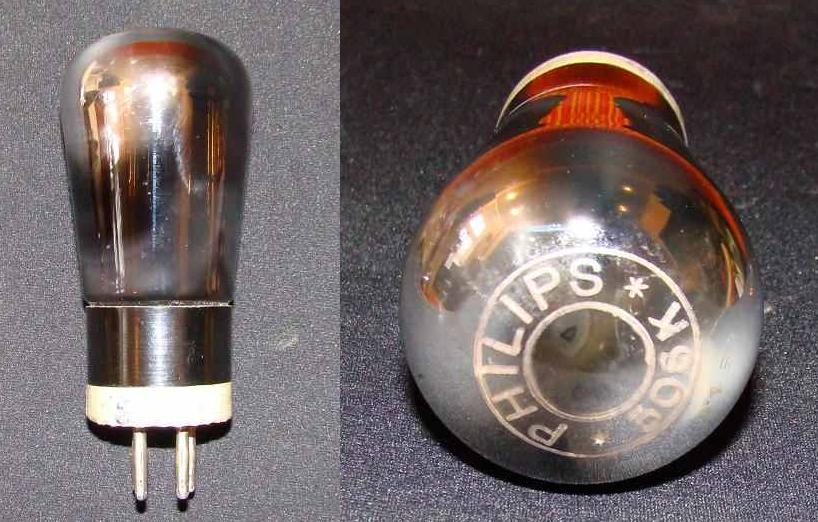
Duodioda prostownicza 506K

- Producent: Philips. Duodioda bezpośrednio żarzona, cokół kołkowy. Lampa bardzo popularna, w latach 30 stosowana w wielu odbiornikach radiowych różnych firm.
- Uż=4 V, Io=75 mA przy Utr=300 V.

##### 1801
- Producent: Philips. Duodioda bezpośrednio żarzona, cokół kołkowy. Stosowana w prostszych odbiornikach radiowych, o mniejszym poborze prądu anodowego, często reakcyjnych.
- Uż=4 V, Io=30 mA przy Utr=250 V.

##### 1802

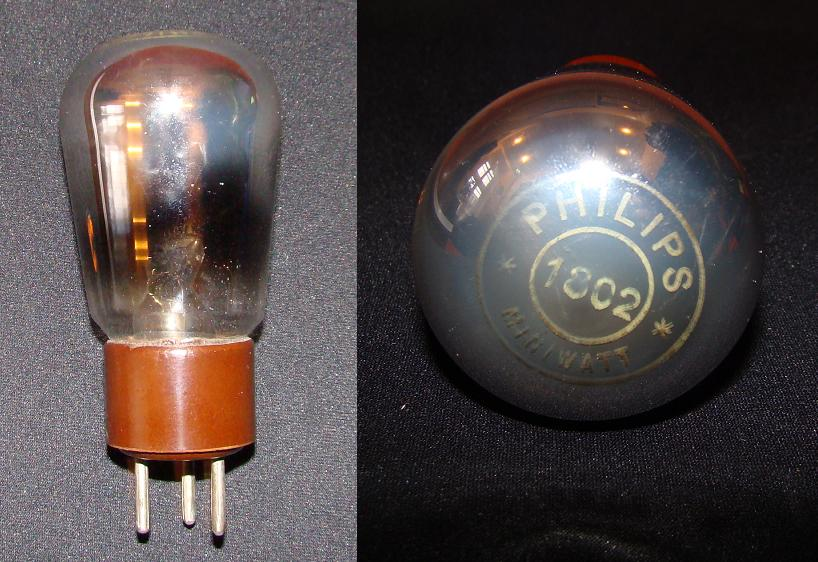
Dioda prostownicza 1802

- Producent: Philips. Bezpośrednio żarzona, cokół kołkowy. Stosowana w prostszych odbiornikach radiowych, o mniejszym poborze prądu anodowego, często reakcyjnych.
- Uż=4 V, Io=25 mA przy Utr=250 V.

##### AZ1

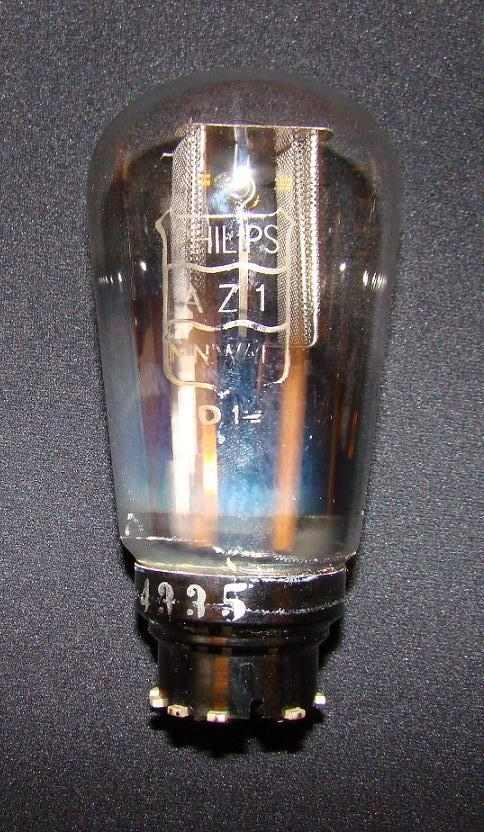
Duodioda prostownicza AZ1

- Producent: Philips. Duodioda bezpośrednio żarzona, cokół bocznostykowy. Lampa bardzo popularna, stosowana w wielu odbiornikach radiowych różnych firm.
- Uż=4 V, Io=100 mA przy Utr=300 V.

#### Diody sygnałowe

##### AB1

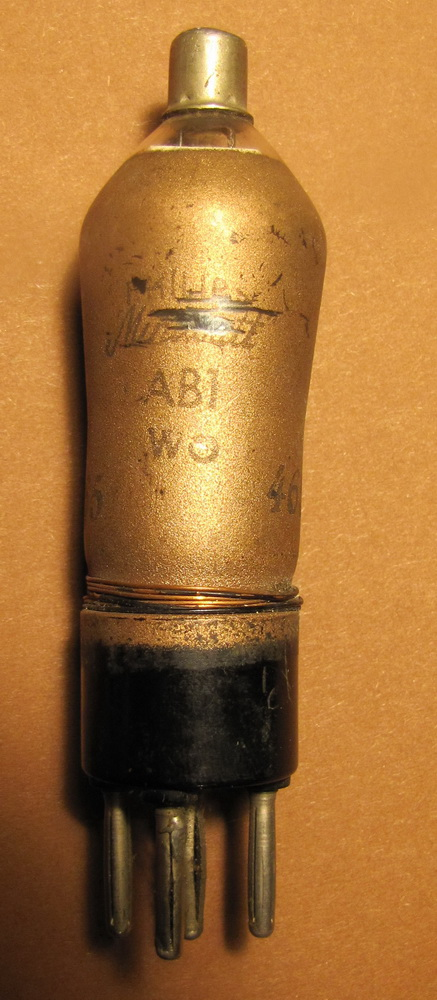
Duodioda detekcyjna AB1

- Producent: Philips. Pośrednio żarzona duodioda ze wspólną katodą z cokołem kołkowym.
- Uż=4 V, Io=0,8 mA przy Utr=200 V

##### AB2
- Producent: Philips. Pośrednio żarzona duodioda ze wspólną katodą. Wczesna wersja posiadała cokół kołkowy, późniejsza bocznostykowy.
- Uż=4 V, Io=0,8 mA przy Utr=200 V

#### Triodynapięciowe

##### A209
- Producent: Philips[4]. Cokół kołkowy, do odbiorników bateryjnych.
- Uż=2 V, μ=9, S=1 mA/V.

##### A409
- Producent: Philips[4]. Cokół kołkowy.
- Uż=4 V, μ=10, S=0,9 mA/V.

##### A415
- Producent: Philips[4]. Cokół kołkowy.
- Uż=4 V, μ=15, S=1,5 mA/V.

##### A425
- Producent: Philips[4]. Cokół kołkowy. Stosowana w stopniach wzmacniaczy w.cz. i m.cz. odbiorników radiowych.
- Uż=4 V, μ=25, S=1,2 mA/V.

##### DE2HF
- Producent: PTR[10]. Produkowane na licencji francuskiej.
- Uż=2 V, μ=12.

##### DE2LF
- Producent: PTR[10]. Produkowane na licencji francuskiej.
- Uż=2 V, μ=7.

##### E438

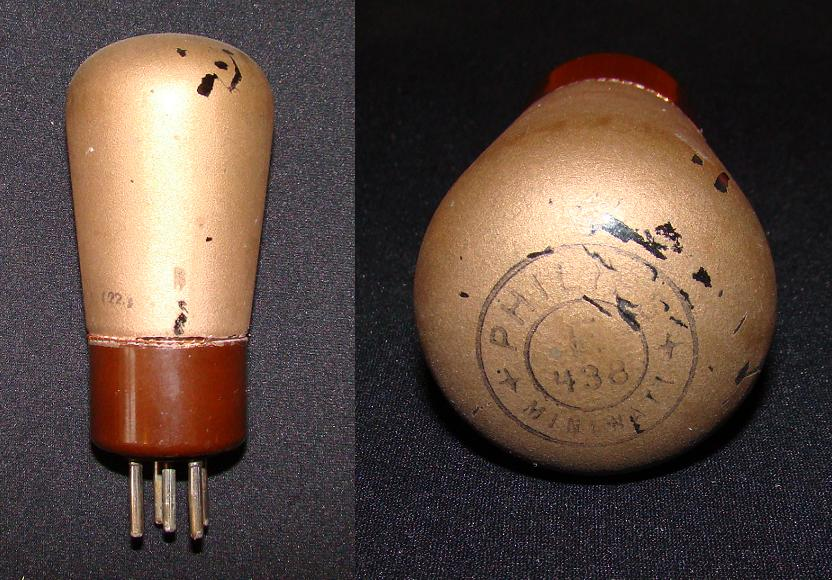
Trioda napięciowa E438

- Producent: Philips. Cokół kołkowy.
- Uż=4 V, μ=42, S=1,5 mA/V.

##### KL1
- Producent: PTR[11]. Cokół kołkowy, lampa produkowana na licencji firmy Marconi w połowie lat 20, odpowiednik lampy Philipsa E415.
- Uż=4 V, μ=15, S=1,4 mA/V.

##### RA, RT
- Producent: PTR[10]. Produkowane według wzorów francuskich, wchodziły w skład wojskowej radiostacji E-10bis produkowanej przez PTR przy końcu lat 20[12].
- Uż=4 V, μ=10-14.

##### RM
- Producent: PTR[10]. Produkowane na licencji francuskiej.
- Uż=4 V, μ=8-12.

##### PRM
- Producent: PTR[10]. Produkowane na licencji francuskiej.
- Uż=4 V, μ=9.

##### SRM
- Producent: PTR[10]. Produkowane na licencji francuskiej.
- Uż=4 V, μ=15-17.

#### Tetrodynapięciowe

##### A441
- Producent: Philips[4]. Cokół kołkowy.
- Uż=4 V, S=0,3 mA/V.

##### A442, B442
- Producent: Philips[4]. Cokół kołkowy.
- Uż=4 V, S=0,7-0,9 mA/V.

#### Pentodynapięciowe

##### E446

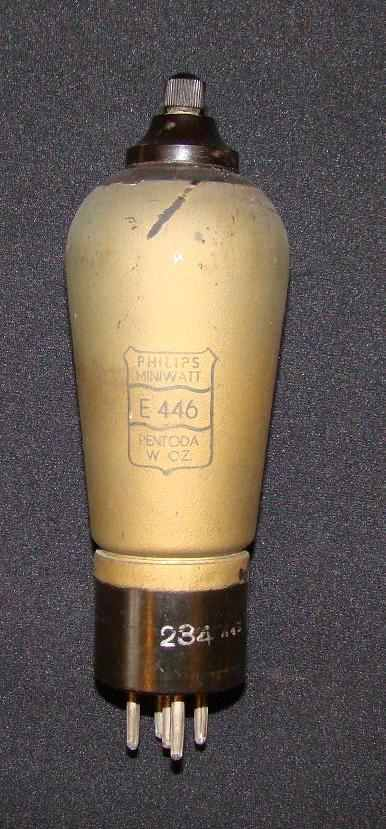
Pentoda w.cz. E446

- Producent: Philips. Pentoda wielkiej częstotliwości z cokołem kołkowym.
- Uż=4 V, S=2,5 mA/V.

##### AF2

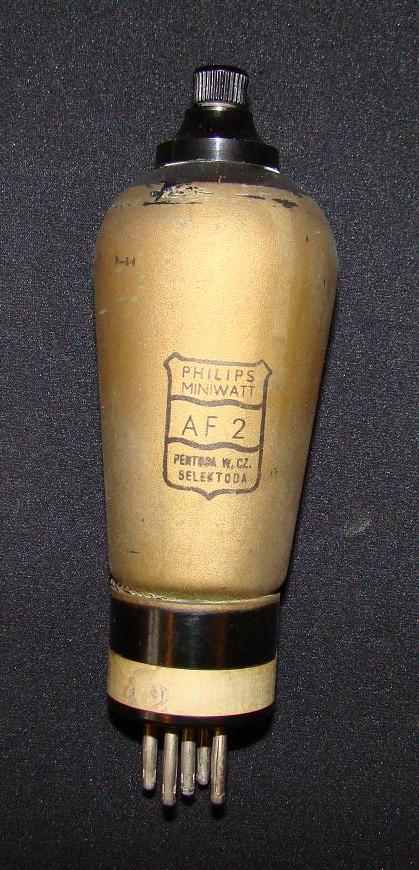
Selektoda AF2

- Producent: Philips. Selektoda z cokołem kołkowym.
- Uż=4 V, S=2,5-0,02 mA/V.

##### AF3

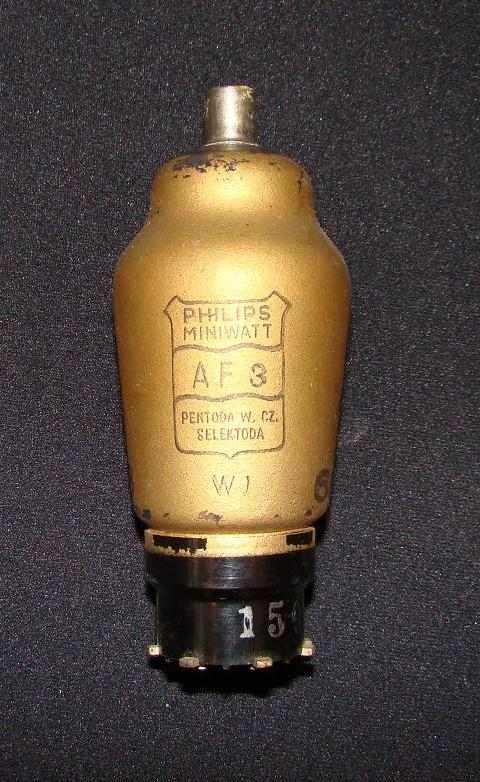
Selektoda AF3

- Producent: Philips. Selektoda z cokołem bocznostykowym.
- Uż=4 V, S=1,8-0,002 mA/V.

##### AF7

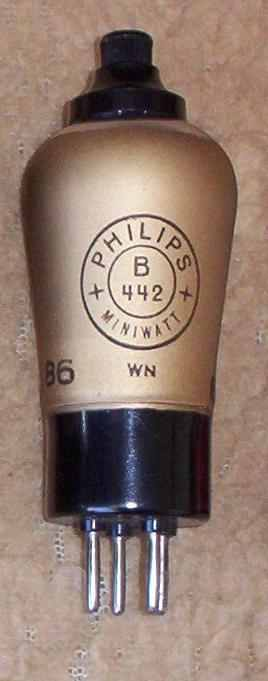
Tetroda napięciowa B442

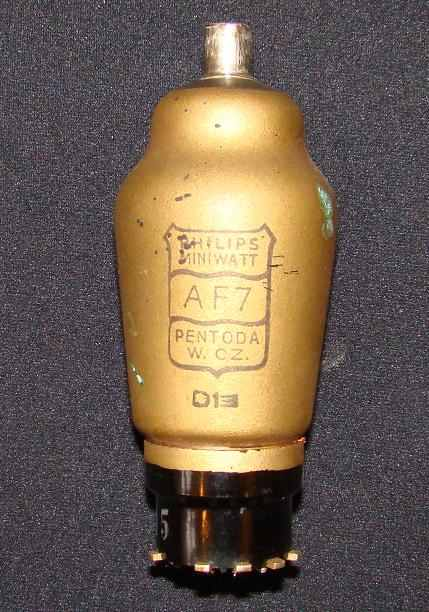
Pentoda w.cz. AF7

- Producent: Philips. Cokół bocznostykowy.
- Uż=4 V, S=2,1 mA/V.

##### EF6

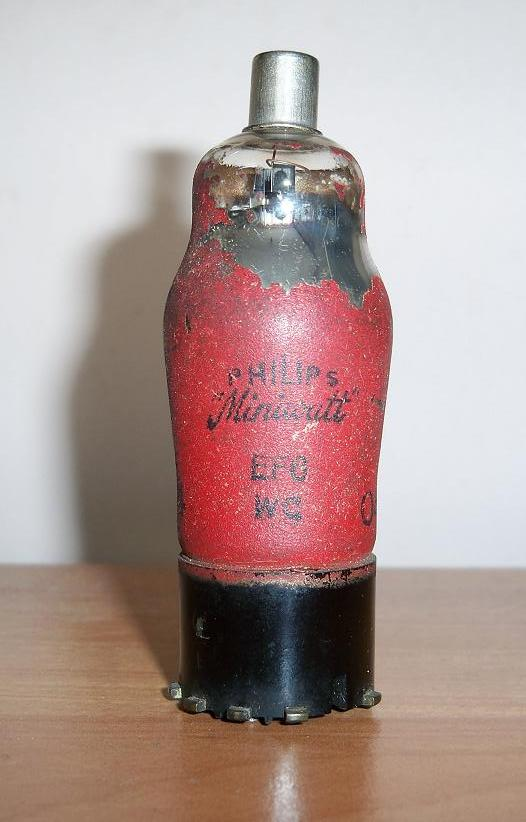
Pentoda EF6

- Producent: Philips. Cokół bocznostykowy.
- Uż=6,3 V, S=1,8 mA/V.

##### EF8

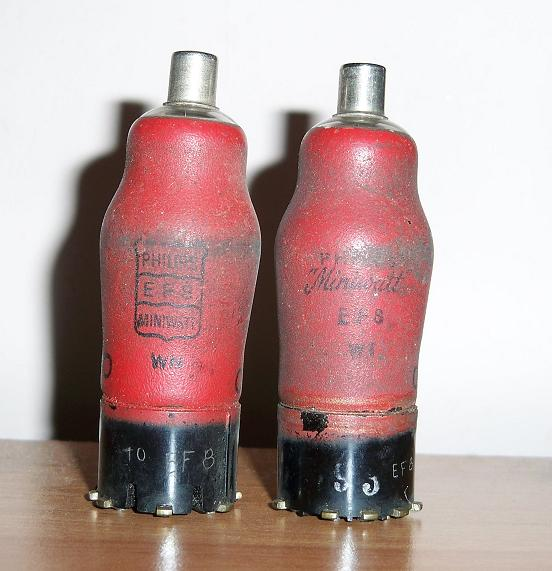
Heksody EF8

- Producent: Philips. Selektoda z cokołem bocznostykowym. W katalogach określana jako pentoda, choć ma dodatkową czwartą siatkę umieszczoną między siatkami sterującą i ekranującą (czyli z formalnego punktu widzenia jest heksodą). Dodatkowa siatka zwykle była łączona z katodą i zmniejszała znacząco prąd siatki ekranującej, a co za tym idzie – szumy wnoszone przez lampę. W folderach reklamowych była nazywana silentodą.
- Uż=6,3 V, S=1,8-0,001 mA/V.

##### EF9

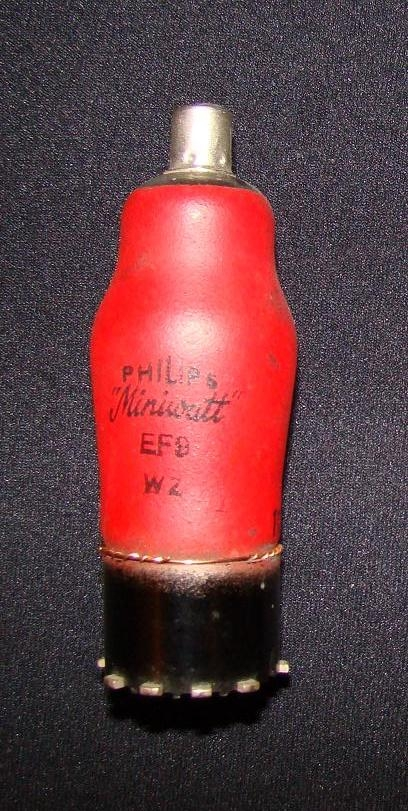
Pentoda w.cz. EF9

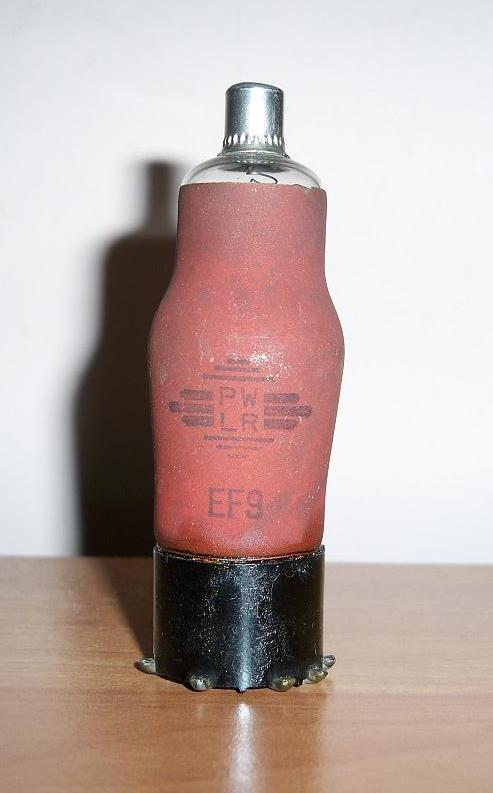
Selektoda EF9 produkcji PWLR.

- Producent: Philips. Selektoda z cokołem bocznostykowym.
- Uż=6,3 V, S=2,2-0,0045 mA/V.

##### KF4

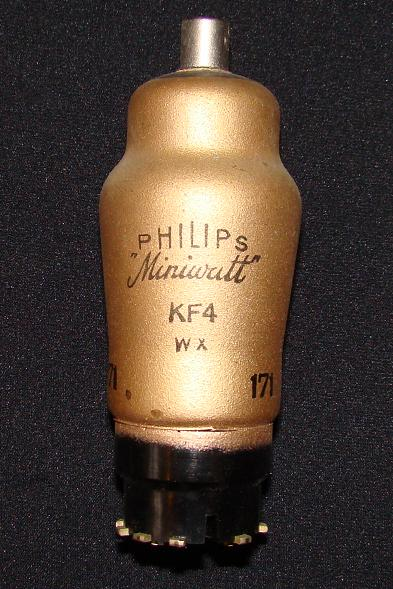
Pentoda w.cz. KF4

- Producent: Philips. Pentoda w.cz. z cokołem bocznostykowym. Przeznaczona od radioodbiorników bateryjnych.
- Uż=2 V, S=0,8 mA/V.

#### Triody mocy

##### B205
- Producent: Philips[4]. Cokół kołkowy, do odbiorników bateryjnych.
- Uż=2 V, μ=5, S=1,2 mA/V, Po=0,2W.

##### B405, DE6
- Producent: PTR (DE6)[11], Philips (B405)[4]. Cokół kołkowy.
- Uż=4 V, μ=5, S=1,7 mA/V, Pa=3W.

##### B406
- Producent: Philips[4]. Cokół kołkowy. Stosowana w stopniach końcowych odbiorników radiowych.
- Uż=4 V, μ=6, S=1,4 mA/V, Pa=3.

##### B409
- Producent: Philips[4]. Cokół kołkowy.
- Uż=4 V, μ=9, S=1,8 mA/V, Pa=3W.

##### DE4
- Producent: PTR[10]. Cokół kołkowy.
- Uż=4 V, μ=7.

#### Pentody mocy

##### B443
- Producent: Philips[4]. Cokół kołkowy. Stosowana w stopniach końcowych odbiorników radiowych.
- Uż=4 V, S=1,3 mA/V, Pa=3W.

##### C443
- Producent: Philips[4]. Cokół kołkowy.
- Uż=4 V, S=1,7 mA/V, Pa=6W.

##### E443H

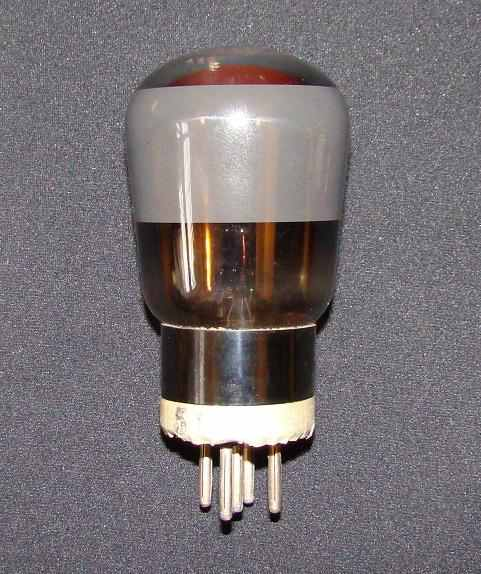
Pentoda mocy C443

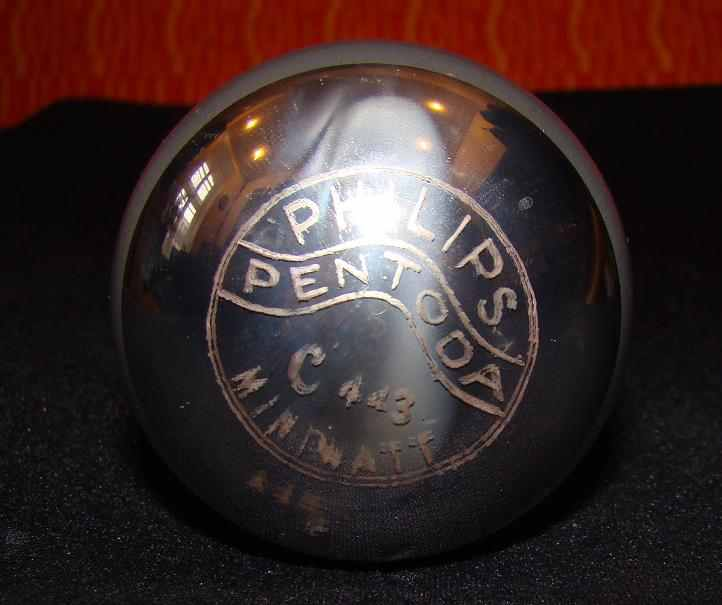
Pentoda mocy C443 (widok z góry)

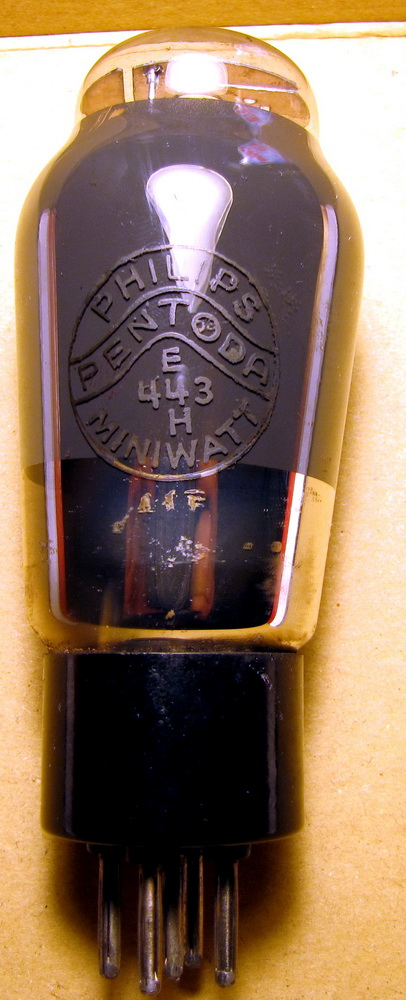
Pentoda Philipsa E443H

- Producent: Philips. Cokół kołkowy.
- Uż=4 V, S=3,0 mA/V, Pa=9W.

##### AL4

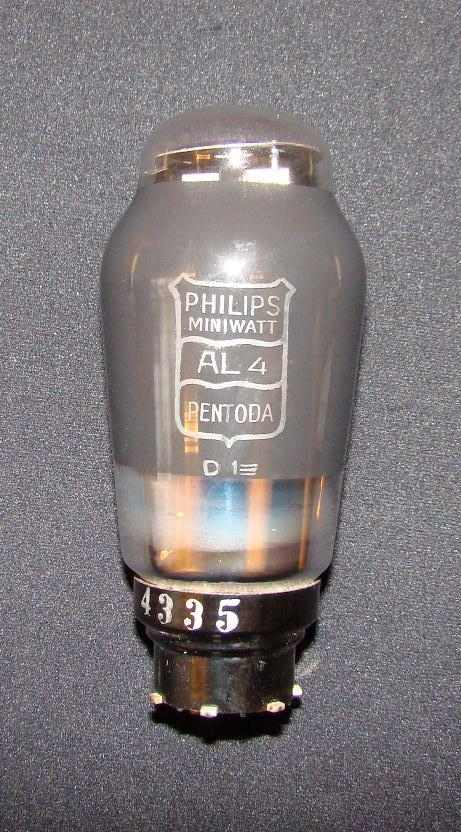
Pentoda mocy AL4

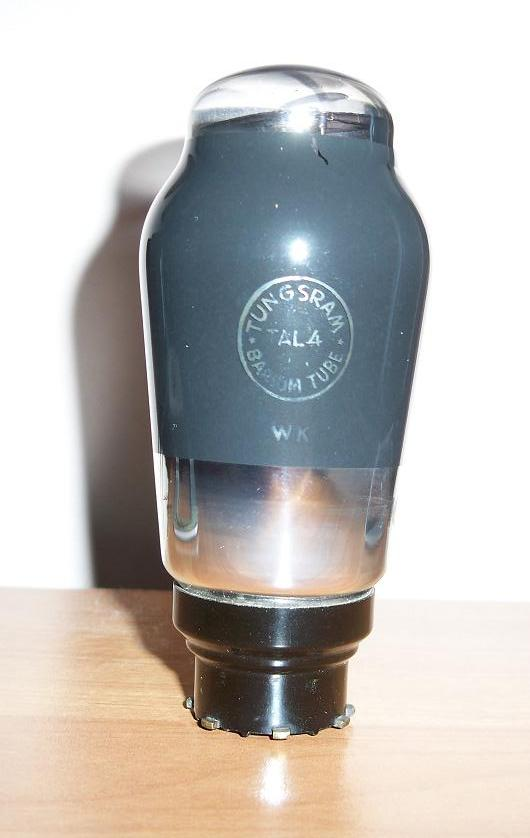
Pentoda mocy TAL4

- Producent: Philips. Cokół bocznostykowy, katoda pośrednio żarzona. Bardzo popularna, elektrycznie identyczna z lampą EL3N posiadającą inne napięcie żarzenia.
- Uż=4 V, S=9,5 mA/V, Pa=9W.

##### EL3
- Producent: Philips. Cokół bocznostykowy, katoda pośrednio żarzona. Bardzo popularna, elektrycznie identyczna z lampą AL4 posiadającą inne napięcie żarzenia.
- Uż=6,3 V, S=9,5 mA/V, Pa=9W.

#### Oktody

##### AK2

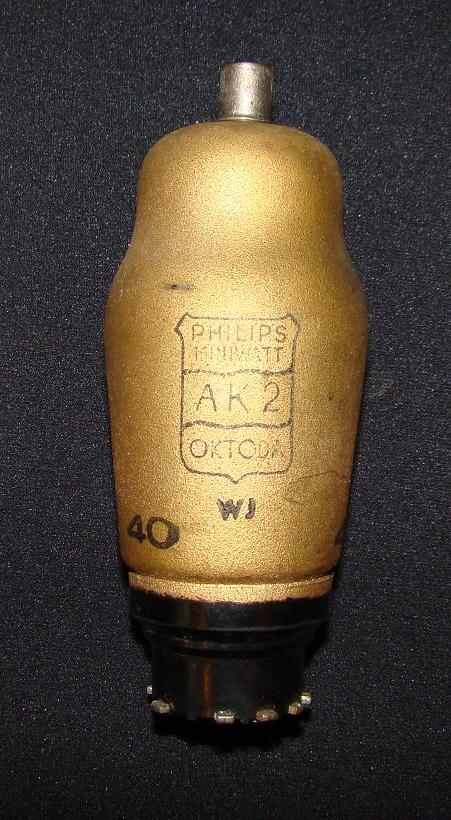
Oktoda AK2

- Producent: Philips. Mieszacz częstotliwości do odbiorników radiowych, z cokołem bocznostykowym.

Uż=4 V, Sc=0,6 mA/V.

##### EK2

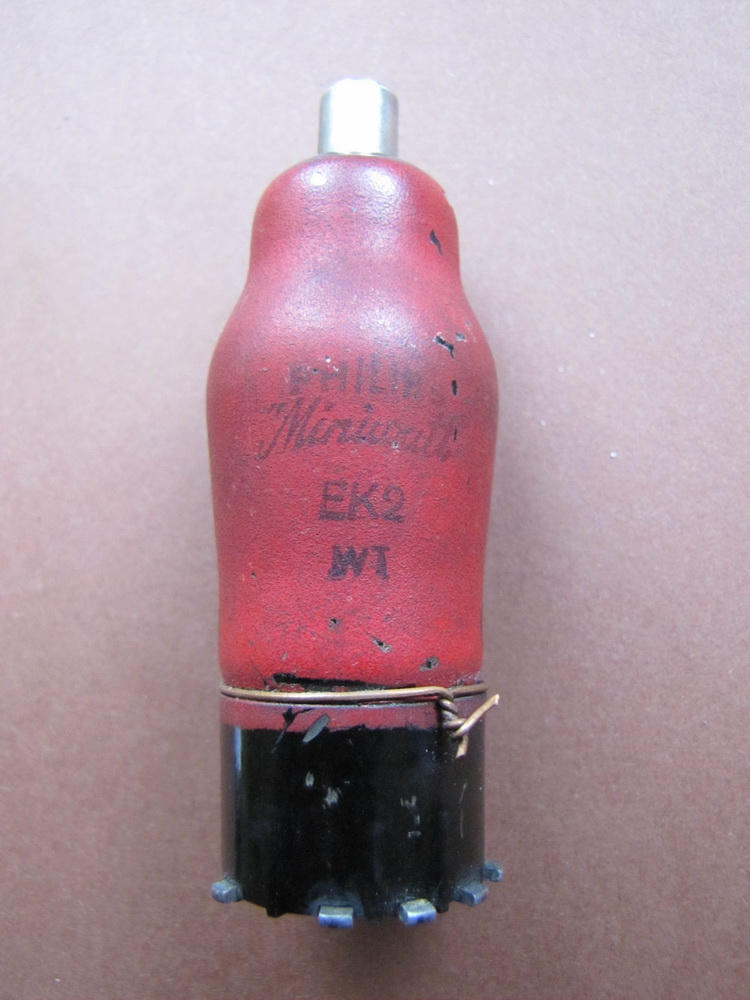
Oktoda EK2

- Producent: Philips. Mieszacz częstotliwości do odbiorników radiowych, z cokołem bocznostykowym.

Uż=6,3 V, Sc=0,55 mA/V.

##### KK2

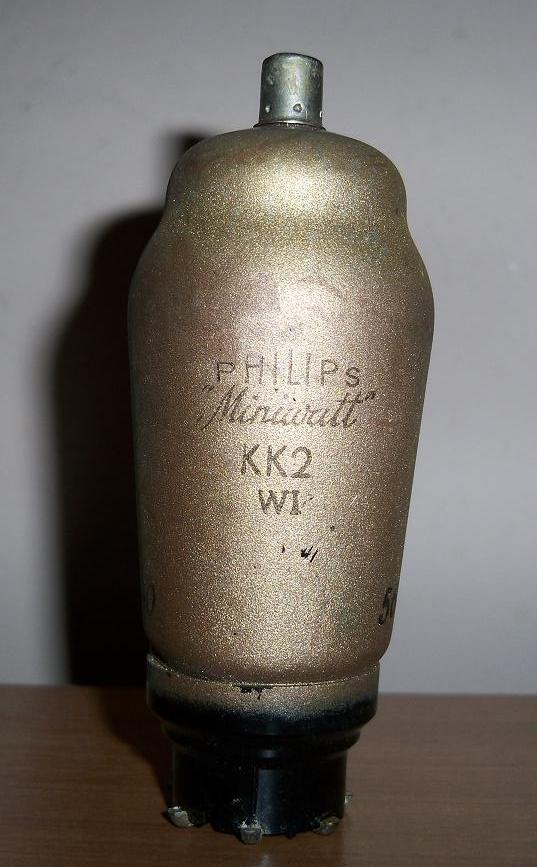
Oktoda KK2

- Producent: Philips. Mieszacz częstotliwości do odbiorników radiowych, z cokołem bocznostykowym.

Uż=2 V, Sc=0,27 mA/V.

#### Duodioda – trioda

##### ABC1

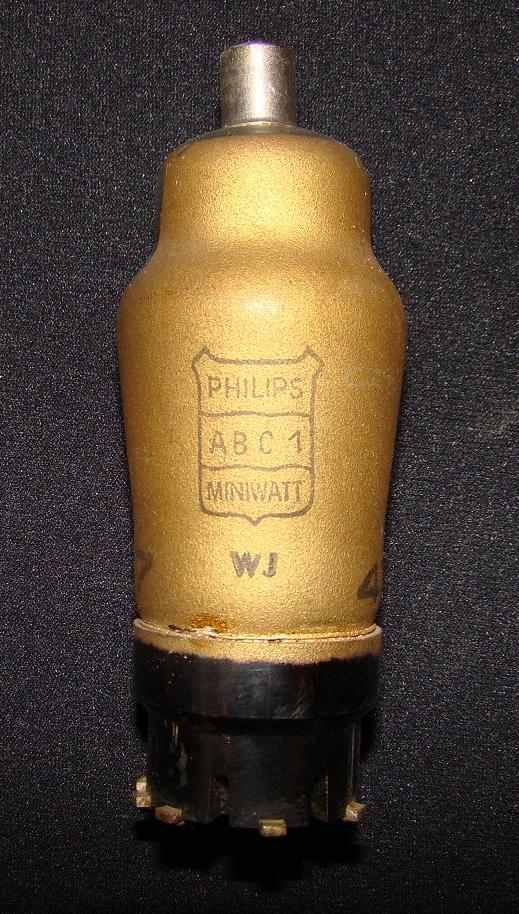
Lampa ABC1

- Producent: Philips. Lampa złożona – dwie diody detekcyjne i trioda posiadające wspólną katodę. Cokół bocznostykowy.

Uż=4 V, trioda: μ=27, diody: Io=0,8 mA.

##### CBC1

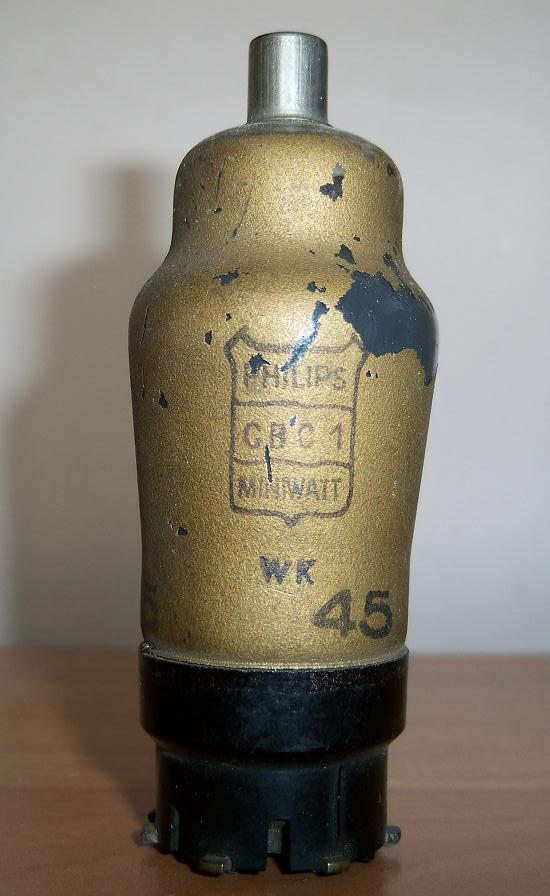
Lampa CBC1

- Producent: Philips. Lampa złożona – dwie diody detekcyjne i trioda posiadające wspólną katodę. Cokół bocznostykowy.

Uż=13 V, Iż=0,2A, trioda: μ=27, diody: Io=0,8 mA.

##### EBC3

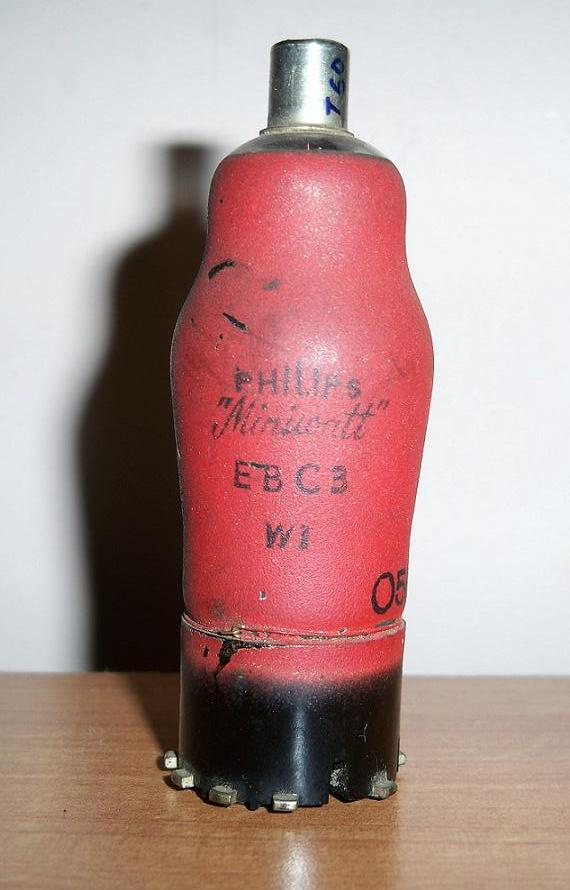
Lampa EBC3

- Producent: Philips. Lampa złożona – dwie diody detekcyjne i trioda posiadające wspólną katodę. Cokół bocznostykowy.

Uż=6,3 V, trioda: μ=30, diody: Io=0,8 mA.

#### Duodioda – pentoda mocy

##### ABL1

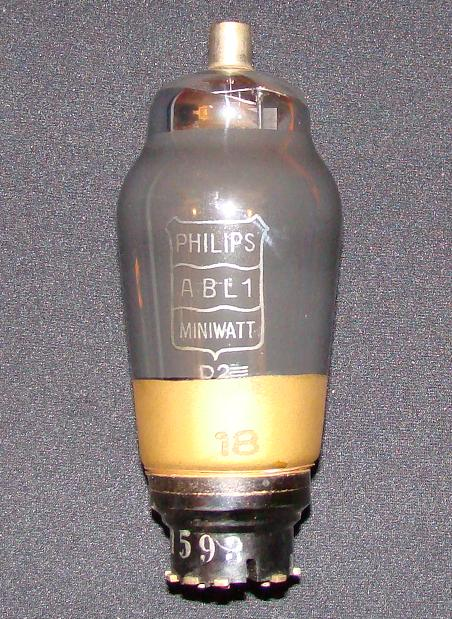
Lampa ABL1

- Producent: Philips. Lampa złożona – dwie diody detekcyjne i pentoda mocy posiadające wspólną katodę. Cokół bocznostykowy. Charakterystyki elektryczne identyczne z EBL1, posiadającą inne napięcie żarzenia.
- Uż=4 V, pentoda: Pa=9W, S=9 mA/V, dioda: Io=0,8 mA.

##### EBL1

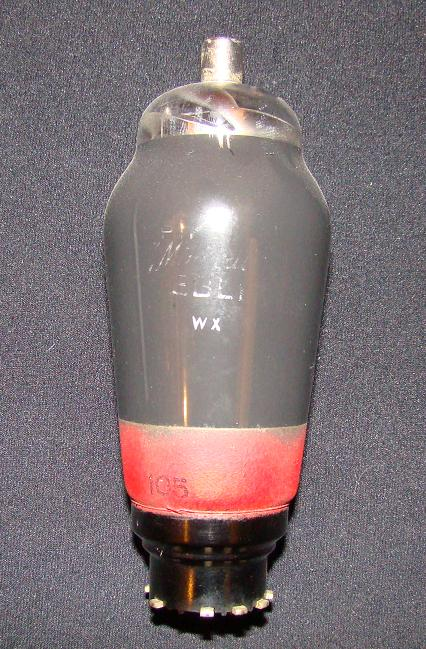
Lampa EBL1

- Producent: Philips. Lampa złożona – dwie diody detekcyjne i pentoda mocy posiadające wspólną katodę. Cokół bocznostykowy. Charakterystyki elektryczne identyczne z ABL1, posiadającą inne napięcie żarzenia.
- Uż=6,3 V, pentoda: Pa=9W, S=9 mA/V, dioda: Io=0,8 mA.

#### Wskaźniki wysterowania

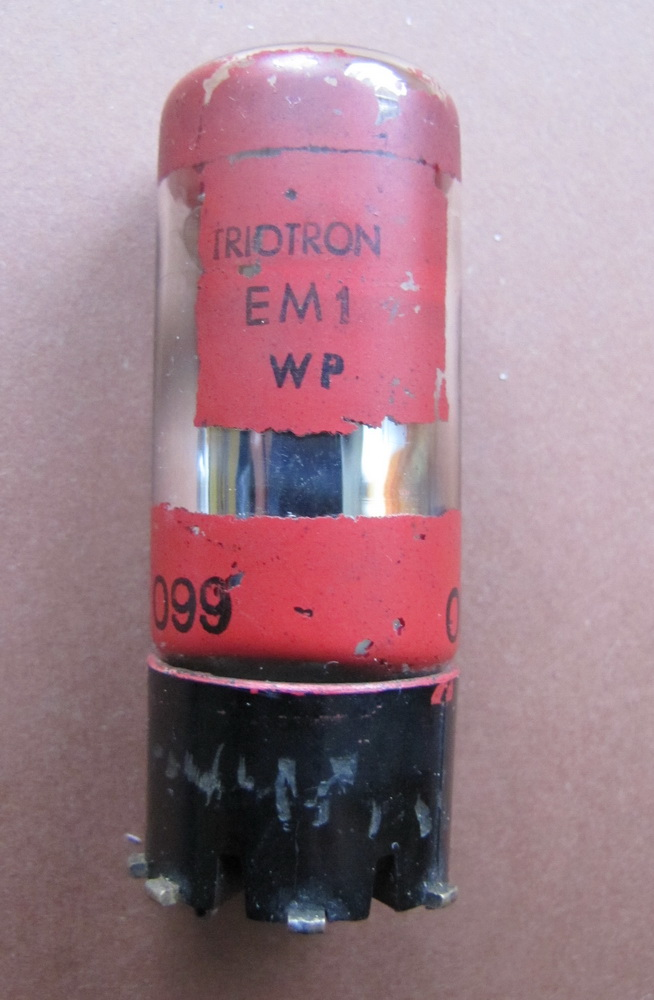
Wskaźnik wysterowania (magiczne oko) EM1

##### EM1
- Producent: Philips. Lampa typu „magiczne oko” z cokołem bocznostykowym.
- Uż=6,3 V.

### Po II wojnie światowej

#### Diody detekcyjne

##### 6H6

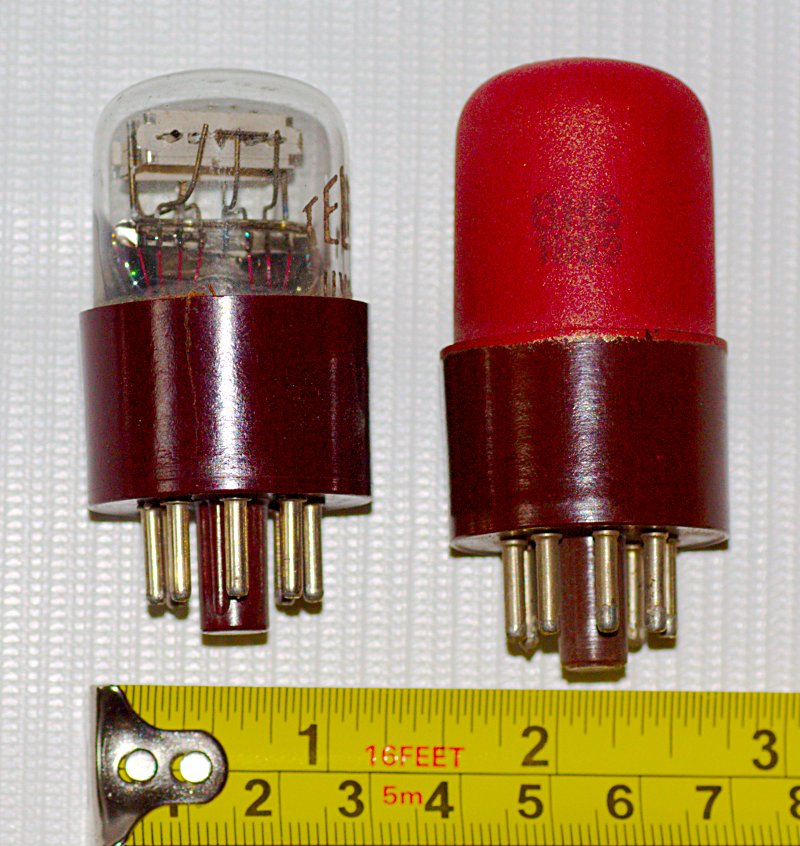
Podwójna dioda detekcyjna 6H6.

- Producent: PWLR, ZWLE, Telam[13]. Podwójna dioda detekcyjna z cokołem oktalowym, oznaczenie według systemu amerykańskiego.
- Uż=6,3 V, Io=8 mA przy Utr=117 V.

#### Diody prostownicze

##### 5C3S

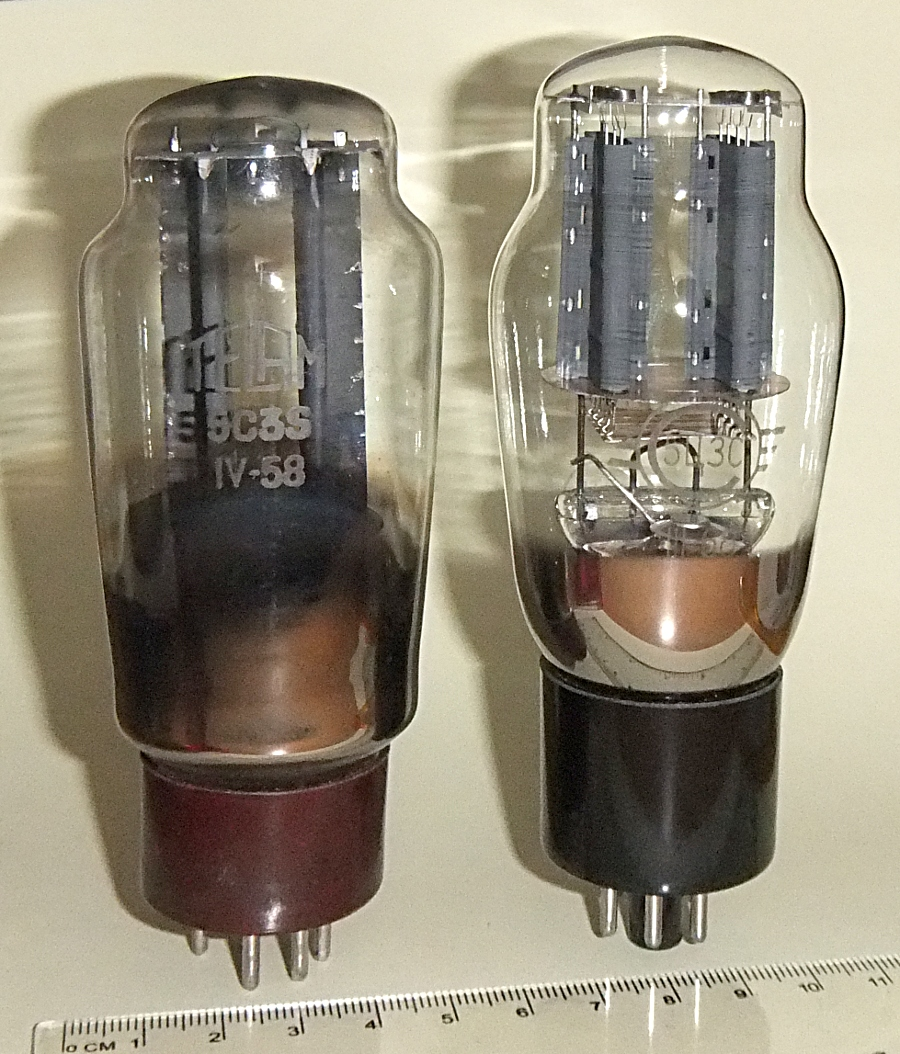
Duodiody prostownicze 5C3S – polska (po lewej) i produkcji ZSRR (po prawej)

- Producent: Telam. Odpowiednik amerykańskiej oktalowej bezpośrednio żarzonej dużej duodiody prostowniczej 5U4G. Polskie oznaczenie pochodzi od radzieckiego. Stosowana w urządzeniach profesjonalnych o większym poborze prądu anodowego.
- Uż=5 V, Io=225 mA przy Utr=450 V.

##### 5Y3G
- Producent: PWLR[14]. Bezpośrednio żarzona, pełnookresowa duodioda prostownicza z cokołem oktalowym. Oznaczenie amerykańskie, była produkowana krótko – do wczesnych licencyjnych radioodbiorników AGA i jako część zamienna.
- Uż=5 V, Io=125 mA przy Utr=350 V.

##### 506
- Producent: PWLR[15]. Bezpośrednio żarzona, pełnookresowa duodioda prostownicza z cokołem kołkowym. Po II w.ś. produkowana krótko, jako część zamienna.
- Uż=4 V, Io=75 mA przy Utr=300 V.

##### 1801

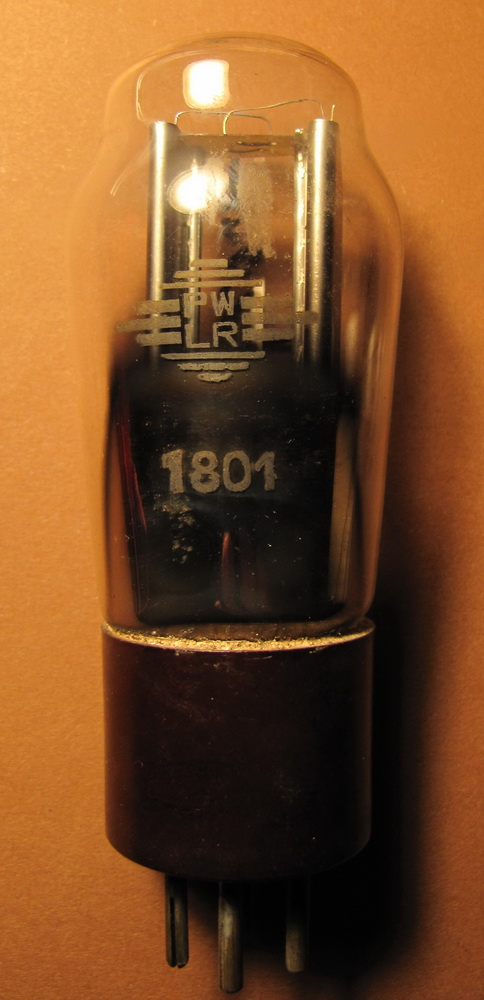
Duodioda prostownicza 1801 produkcji PWLR

- Producent: PWLR. Bezpośrednio żarzona, pełnookresowa duodioda prostownicza z cokołem kołkowym. Po II w.ś. produkowana krótko, jako część zamienna.
- Uż=4 V, Io=30 mA przy Utr=250 V.

##### 1802
- Producent: PWLR[16]. Bezpośrednio żarzona, półokresowa dioda prostownicza z cokołem kołkowym. Po II w.ś. produkowana krótko, jako część zamienna.
- Uż=4 V, Io=25 mA przy Utr=250 V.

1805
- Producent: PWLR[16]. Bezpośrednio żarzona, pełnookresowa dioda prostownicza z cokołem kołkowym. Po II w.ś. produkowana krótko, jako część zamienna.
- Uż=4 V, Io=100 mA przy Utr=300 V.

##### AZ1
- Producent: PWLR, ZWLE, TELAM, Dolam[17]. Bezpośrednio żarzona, pełnookresowa dioda prostownicza z cokołem bocznostykowym. Powszechnie stosowana w odbiornikach radiowych i innym sprzęcie elektronicznym.
- Uż=4 V, Io=100 mA przy Utr=300 V.

##### AZ4
- Producent: PWLR, ZWLE, Telam, Dolam[17]. Bezpośrednio żarzona, pełnookresowa dioda prostownicza z cokołem bocznostykowym. Stosowana w sprzęcie profesjonalnym.
- Uż=4 V, Io=200 mA przy Utr=300 V.

##### AZ11
- Producent: PWLR, Telam[18] ZWLE. Bezpośrednio żarzona, pełnookresowa dioda prostownicza z cokołem stalowym. Rzadko stosowana w krajowym sprzęcie elektronicznym, wytwarzana jako część zamienna do urządzeń importowanych.
- Uż=4 V, Io=100 mA przy Utr=300 V.

##### AZ12
- Producent: Telam[19]. Bezpośrednio żarzona, pełnookresowa dioda prostownicza z cokołem stalowym. Rzadko stosowana w krajowym sprzęcie elektronicznym, wytwarzana jako część zamienna do urządzeń importowanych.
- Uż=4 V, Io=200 mA przy Utr=300 V.

##### UY1N
- Producent: PWLR, ZWLE, TELAM, Dolam[17]. Pośrednio żarzona, półokresowa dioda prostownicza z cokołem oktalowym. Powszechnie stosowana w odbiornikach radiowych.
- Iż=100 mA, Io=140 mA przy Utr=250 V.

##### EY81, PY81
- Producent: TELAM, Polam. Dioda usprawniająca z cokołem nowalowym do układów odchylania poziomego w odbiornikach telewizyjnych[20].
- Io=150 mA, Uap=5kV, EY81: Uż=6,3 V, PY81: Iż=300 mA.

##### EY88, PY88
- Producent: Polam. Dioda usprawniająca z cokołem nowalowym do układów odchylania poziomego w odbiornikach telewizyjnych[21].
- Io=220 mA, Uap=6kV, EY88: Uż=6,3 V, PY88: Iż=300 mA.

#### Diody wysokonapięciowe

##### 2C2S
- Producent: ZWLE[22]. Dioda prostownicza wysokiego napięcia z cokołem oktalowym, oznaczenie według systemu radzieckiego. Przeznaczona do sprzętu profesjonalnego.
- Uż=2,5 V, Io=7,5 mA, Uap=12,5kV.

##### EY86
- Producent: TELAM, POLAM. Prostownik wysokiego napięcia z cokołem nowalowym. Przeznaczony do odbiorników telewizyjnych[20].
- Uż=6,3 V, Io=0,8 mA, Uap=22kV.

DY86
- Producent: POLAM. Prostownik wysokiego napięcia z cokołem nowalowym. Przeznaczony do odbiorników telewizyjnych.
- Uż=1,4 V, Io=0,8 mA, Uap=10kV.

#### Triody

##### 2H1, SO243
- Producent: ZWLE[23][24]. Podwójna oktalowa trioda bateryjna ze wspólną, bezpośrednio żarzoną katodą. Nazwy według systemu radzieckiego (stary i nowy system), nazwa 2Н1 jest pisana cyrylicą (2N1). Lampa jest bardzo rzadka, nie była używana w polskim sprzęcie cywilnym.
- Uż=2 V, μ=32, Pa=2*1,5W.

##### 6N8S

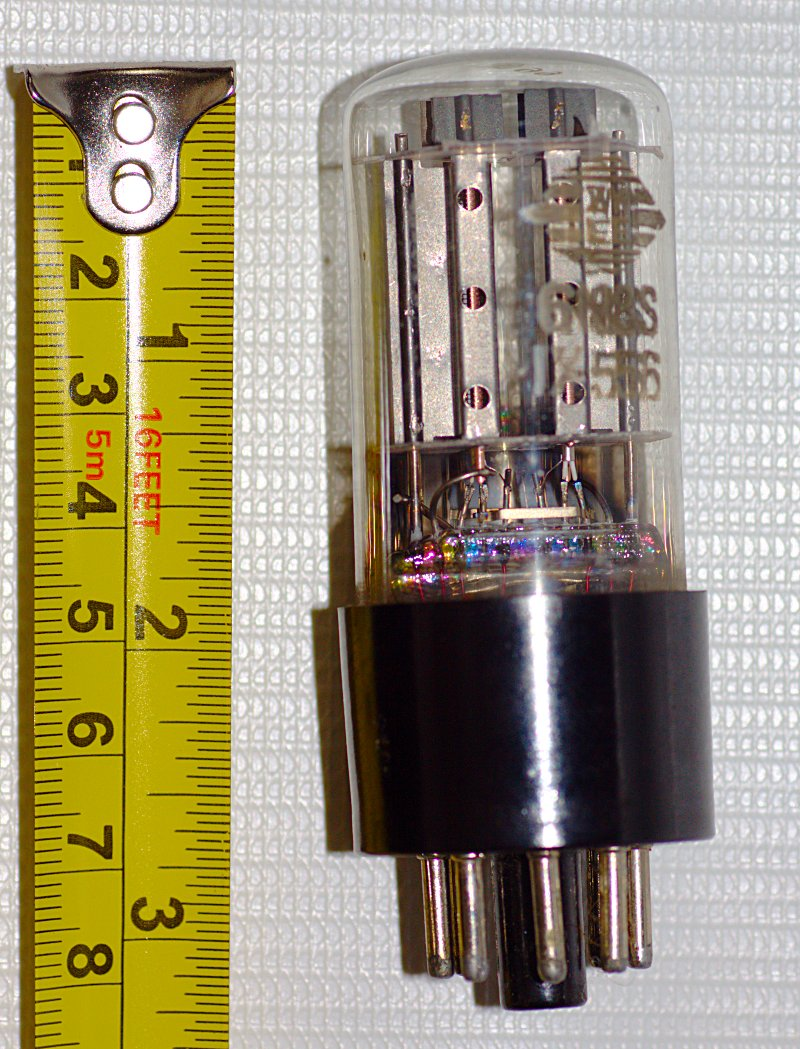
Lampa 6N8S

- Producent: ZWLE, TELAM Oktalowa podwójna trioda o niewielkim wzmocnieniu i małej oporności wewnętrznej. Odpowiednik bardzo popularnej i uniwersalnej amerykańskiej lampy 6SN7GT. Polskie oznaczenie pochodzi od radzieckiego.
- Uż=6,3 V, μ=20, Pa=2*2,5W.

##### ECC82
- Produkowana w niewielkim zakresie przez Telam[25], Unitra rozprowadzała również lampy produkowane przez RFT z NRD[26]. Podwójna nowalowa trioda z osobnymi, pośrednio żarzonymi katodami. Popularna i uniwersalna lampa o niewielkim wzmocnieniu i małej oporności wewnętrznej. Najpopularniejsze amerykańskie jej oznaczenie to 12AU7A.
- Uż=6,3/12,6V, Iż=300/150 mA, μ=17, Pa=2*2,75W.

##### ECC83
- Produkowana w niewielkim zakresie przez Telam[27], Unitra rozprowadzała również lampy produkowane przez RFT z NRD[28]. Podwójna nowalowa trioda z osobnymi, pośrednio żarzonymi katodami. Popularna i uniwersalna lampa o dużym wzmocnieniu. Najpopularniejsze amerykańskie jej oznaczenie to 12AX7A.
- Uż=6,3/12,6V, Iż=300/150 mA, μ=100.

##### ECC84, PCC84
- Producent: Telam[29]. Nowalowa podwójna trioda wielkiej częstotliwości przeznaczona do stosowania w układzie kaskody (siatka drugiej triody jest połączona z ekranem). Stosowana w odbiornikach telewizyjnych. Unitra rozprowadzała również lampy produkowane przez RFT z NRD[30].
- μ=24, S=6 mA/V, Pa=2*2W, ECC84: Uż=6,3 V, PCC84: Uż=300 mA.

##### ECC85, PCC85, UCC85
- Producent: Telam[31]. Nowalowa podwójna trioda wielkiej częstotliwości. Stosowana powszechnie w głowicach UKF odbiorników radiowych. Unitra rozprowadzała również lampy produkowane przez RFT z NRD[32].
- μ=57, S=6 mA/V, Pa=2*2,5W, ECC85: Uż=6,3 V, PCC85: Uż=300 mA, UCC85: Iż=100 mA.

#### Triody mocy

##### AD1
- Producent: PWLR[33]. Trioda mocy z cokołem bocznostykowym. Krótko produkowana jako część zamienna do sprzętu przedwojennego.
- Uż=4 V, μ=4, S=6 mA/V, Pa=20W.

#### Pentody napięciowa

##### 1T4T
- Producent: Telam. Pentoda napięciowa z cokołem heptalowym. Została wprowadzona przez firmę Tungsram.
- Uż=1,4 V, S=0,875 – 0,01 mA/V

##### 2K2
- Producent: ZWLE[34]. Oktalowa bezpośrednio żarzona pentoda regulacyjna (selektoda) stosowana w bateryjnych radiostacjach wojskowych (na przykład RBM-1). Oznaczenie według systemu radzieckiego (w ZSRR była stosowana również w bateryjnych odbiornikach radiowych).
- Uż=2 V, S=0.95-0,025 mA/V.

##### 2Ż4
- Producent: ZWLE[35]. Oktalowa bezpośrednio żarzona pentoda stosowana w bateryjnych radiostacjach wojskowych (na przykład RBM-1). Oznaczenie według systemu radzieckiego, spotykano również oznaczenie polskich lamp cyrylicą.
- Uż=2 V, S=1,8 mA/V, Pa=2,5W.

##### 6K7C, 6K7S, 6K7

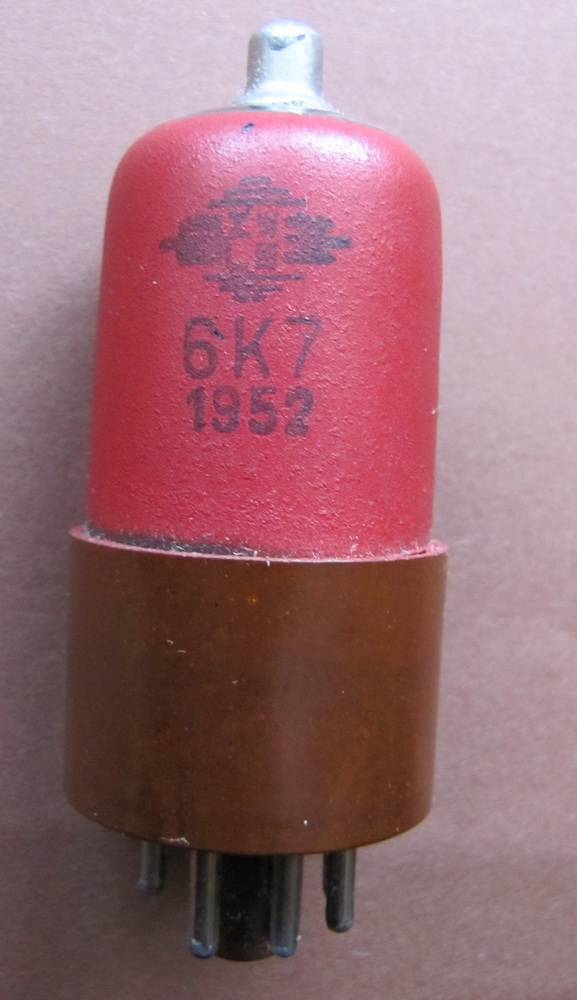
Pentoda regulacyjna 6K7

- Producent: PWLR, ZWLE[36]. Odpowiednik niezwykle popularnej oktalowej pentody regulacyjnej o amerykańskim oznaczeniu 6K7 (6K7G, 6K7GT). Stosowana w niektórych typach odbiorników radiowych AGA (zarówno importowanych, jak i budowanych w Polsce), jako część zamienna do odbiorników przedwojennych. Oznaczenie pochodzi od systemu radzieckiego, spotykano również oznaczenie polskich lamp cyrylicą (w ZSRR jeszcze po wojnie była stosowana w odbiornikach radiowych).
- Uż=6,3 V, S=1,8 mA/V, Pa=2,5W.

##### 6Ż4

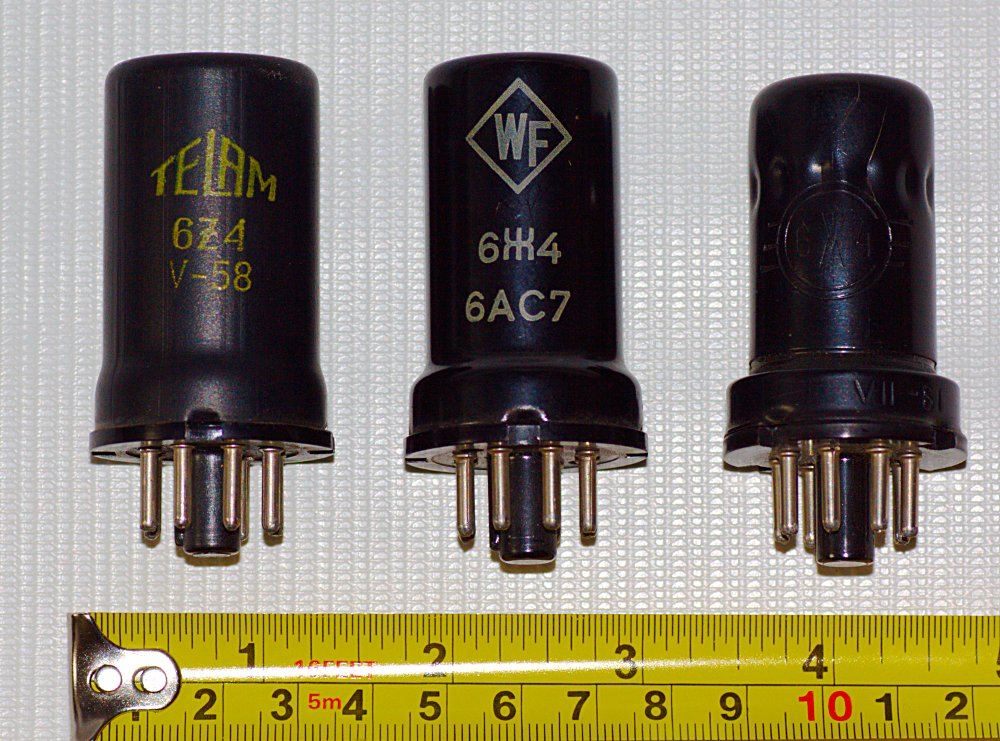
Lampy 6Ż4 produkcji polskiej(Telam), NRD i ZSRR

- Producent: Telam. Kopia popularnej i uniwersalnej oktalowej pentody w.cz. 6AC7. Polskie oznaczenie pochodzi od radzieckiego.
- Uż=6,3 V, S=9 mA/V.

##### 12Ż1Ł
- Producent: TELAM[37]. Pentoda w.cz. z cokołem loktalowym w obudowie metalowej, stosowana w radiostacjach wojskowych (na przykład R-105, R-108, R-109). Oznaczenie według systemu radzieckiego. Jest elektrycznie identyczna z niezwykle popularną w czasie II wojny światowej, posiadającą inny cokół, niemiecką lampą o wojskowym oznaczeniu RV12P2000, zastosowaną również w pierwszym powojennym polskim radioodbiorniku Srebrny Ton.
- Uż=12,6V, S=1,5 mA/V, Pa=2W.

##### EF9
- Producent: PWLR[38]. Popularna przed II wojną światową (również w Polsce) pentoda regulacyjna z cokołem bocznostykowym. Po wojnie produkowana jako część zamienna.
- Uż=6,3 V, S=2200-5,5μA/V.

##### EF21
- Producent: Telam. Popularna pentoda napięciowa z cokołem loktalowym. Stosowana na przykład w pierwszym polskim gramofonie ze wzmacniaczem Karolinka. Początkowo w Polsce produkowana pod oznaczeniem EF22, inaczej niż w innych krajach, za to zgodnie z europejską konwencją oznaczeń, która liczby nieparzyste przewidywała dla selektod[39].
- Uż=6,3 V, S=1,8 mA/V, Pa=1W.

##### EF22
- Producent: PWLR, ZWLE, Telam, Polam. Bardzo popularna selektoda z cokołem loktalowym, w latach 40 i 50 stosowana jako wzmacniacz p.cz. we wielu odbiornikach radiowych. Elektrycznie bardzo podobna do wcześniejszej bocznostykowej lampy EF9.
- Uż=6,3 V, S=2200-4,5μA/V.

##### EF80
- Producent: Telam, Polam. Nowalowa pentoda wielkiej częstotliwości, uniwersalna i wyprodukowana w ogromnej liczbie. Stosowana we wzmacniaczach w.cz., p.cz., m.cz., mieszaczach itp.
- Uż=6,3 V, Iż=300 mA, S=7,4 mA/V, Pa=2,5W[40].

##### EF89
- Producent: Telam, Polam. Nowalowa pentoda regulacyjna do wzmacniaczy p.cz. odbiorników radiowych i telewizyjnych.
- Uż=6,3 V, S=3,6 mA/V, Pa=2,25W[41].

##### EF183
- Producent: Telam, Polam. Nowalowa pentoda regulacyjna wielkiej częstotliwości, o dużym nachyleniu charakterystyki, do wzmacniaczy p.cz. odbiorników telewizyjnych.
- Uż=6,3 V, Iż=300 mA, S=12,5 mA/V, Pa=2,25W[42].

##### EF184
- Producent: Telam, Polam. Nowalowa pentoda napięciowa wielkiej częstotliwości z siatką napinaną o dużym nachyleniu charakterystyki. Stosowana do wzmacniaczy p.cz. odbiorników telewizyjnych.
- Uż=6,3 V, Iż=300 mA, S=15 mA/V, Pa=2,5W[43].

#### Pentody mocy i tetrody strumieniowe

##### 3S4T
- Producent ZWLE, Telam. Pentoda końcowa małej częstotliwości do urządzeń bateryjnych z miniaturowym cokołem 7. nóżkowym. Stosowana w lampowych radioodbiornikach bateryjnych (Szarotka, Juhas, niektóre Pioniery).
- Uż=1,4V lub 2,8V, S=1,4 mA/V, Pa=0,85W[20].

##### 6F6M
- Producent: ZWLE, Telam[44]. Kopia popularnej przed II wojną światową amerykańskiej oktalowej pentody mocy 6F6. Po wojnie stosowana w stopniach końcowych radzieckich odbiorników radiowych. Polskie oznaczenie pochodzi od radzieckiego.
- Uż=6,3 V, S=2,55 mA/V, Pa=11W.

##### 6P3S
Producent: Telam, Dolam, ZWLE.

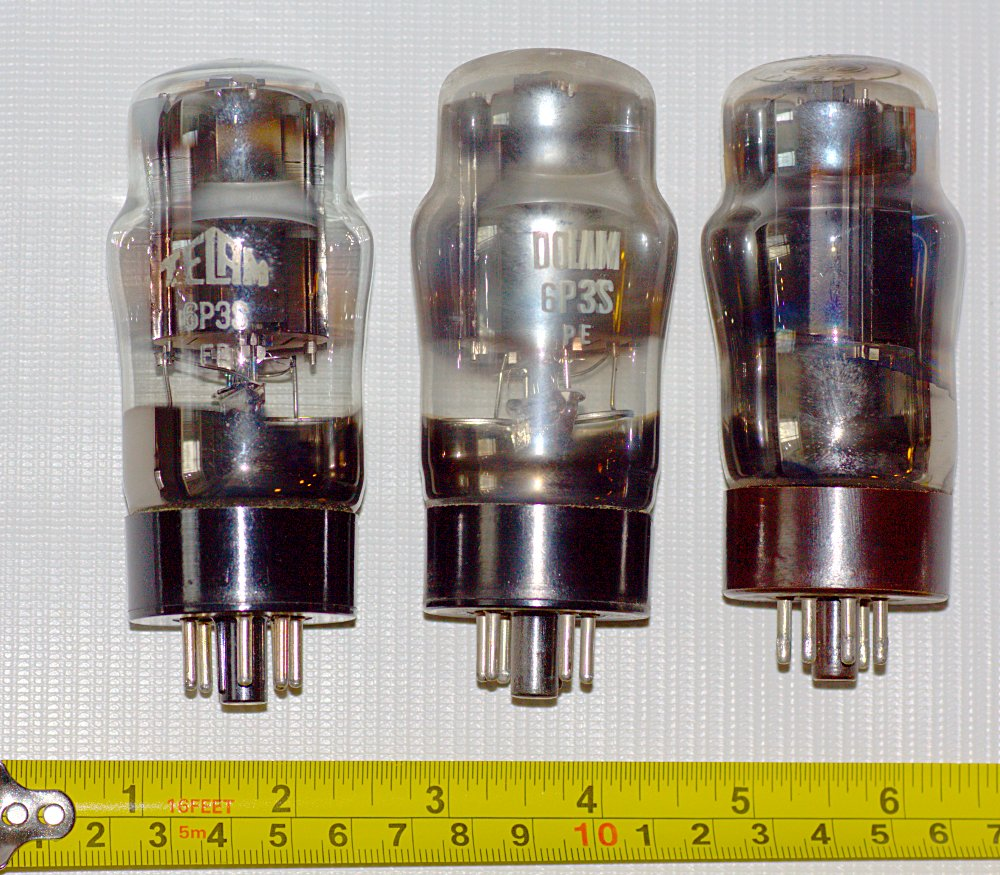
Lampy 6P3S produkcji Telam, Dolam i ZWLE

Kopia niezwykle popularnej amerykańskiej oktalowej tetrody strumieniowej 6L6. Polskie oznaczenie pochodzi od radzieckiego.
- Uż=6,3 V, S=6 mA/V, Pa=19W.

##### 6P9

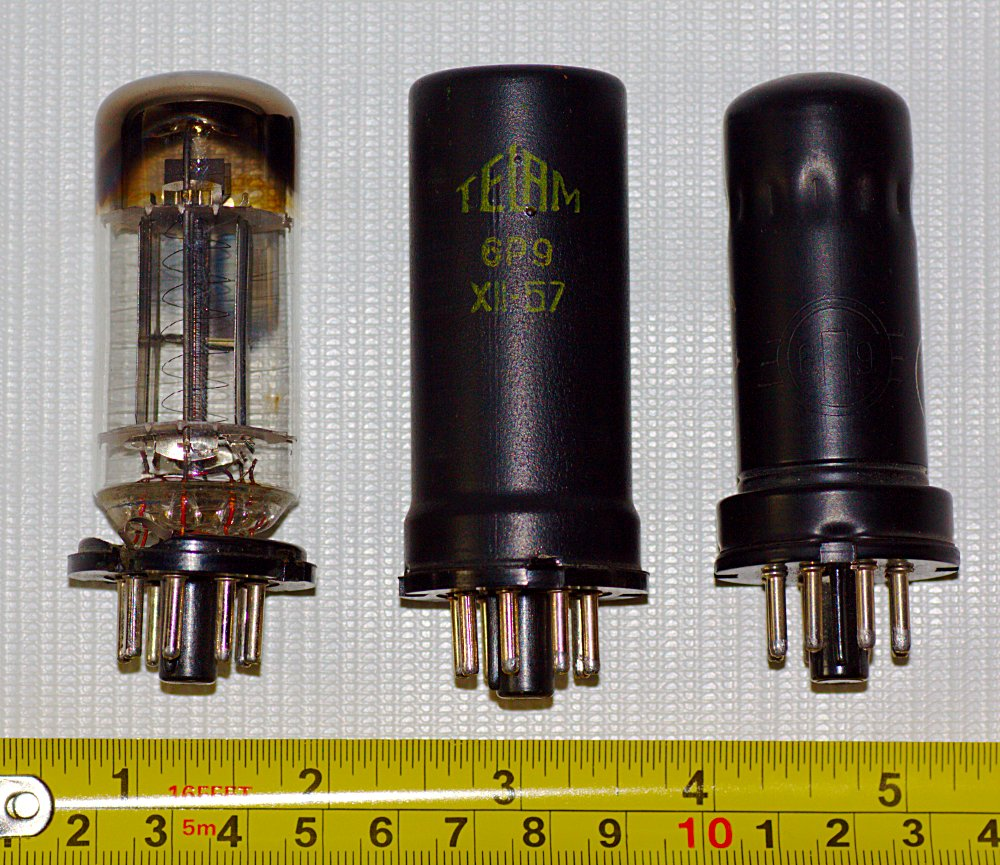
Lampy 6P9 produkcji Telamu i radzieckiej (po prawej). W lampie po lewej stronie zdjęto metalową osłonę.

- Producent: Telam. Kopia popularnej szerokopasmowej oktalowej pentody mocy 6AG7. Stosowana w stopniach wyjściowych wizji telewizorów. Polskie oznaczenie pochodzi od radzieckiego.
- Uż=6,3 V, S=11 mA/V, Pa=9W.

##### AL1

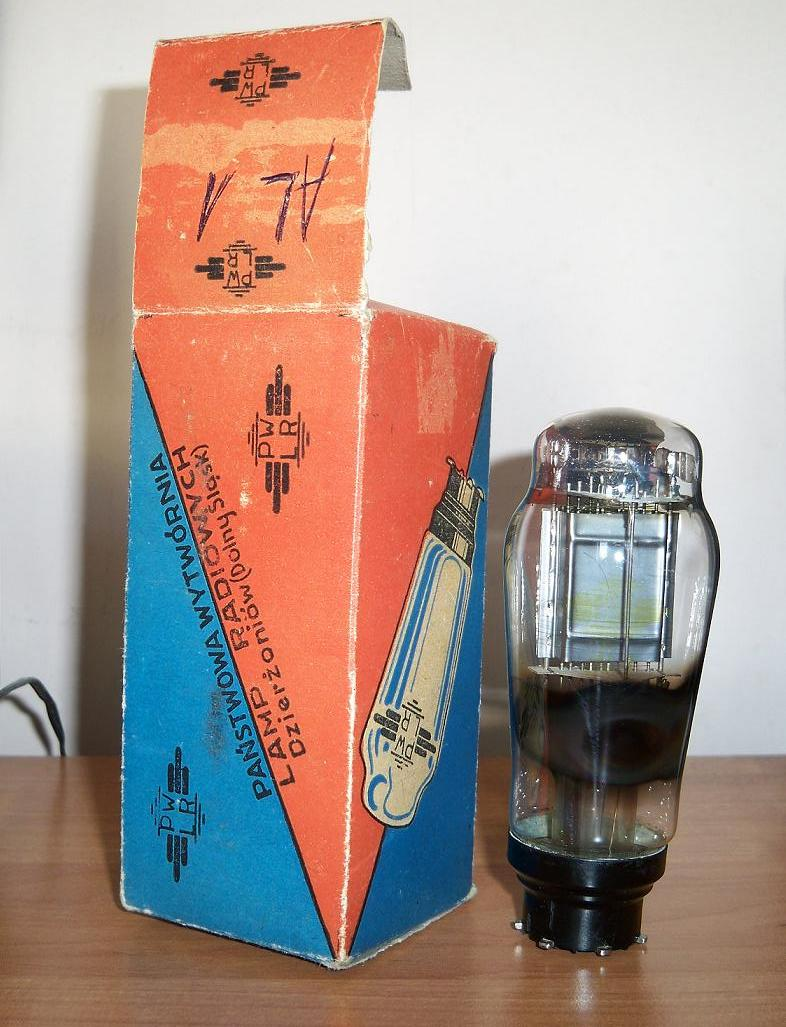
Pentoda mocy AL1 produkcji PWLR

- Producent: PWLR[45]. Wprowadzona w połowie lat 30 bocznostykowa wersja pentody Philipsa E443H. Przed wojną popularna, po wojnie produkowana jako część zamienna.
- Uż=4 V, S=2,8 mA/V, Pa=9W.

##### AL4
- Producent: PWLR[46], ZWLE. Wprowadzona w drugiej połowie lat 30 bocznostykowa pentoda mocy o dużym nachyleniu. Przed wojną popularna, po wojnie stosowana jeszcze niekiedy w latach 50, a w Polsce produkowana jako część zamienna.
- Uż=4 V, S=9,5 mA/V, Pa=9W.

##### EL3
- Producent: PWLR[47]. Wprowadzona przez holenderskiego Philipsa w drugiej połowie lat 30 bocznostykowa pentoda mocy, zastąpiła lampy z żarzeniem 4 V. Przed wojną popularna, po wojnie w Polsce produkowana jako część zamienna. Elektrycznie identyczna z EL11.
- Uż=6,3 V, S=9 mA/V, Pa=9W.

##### EL11
- Producent: PWLR[48]. Wprowadzona w Niemczech w drugiej połowie lat 30 pentoda mocy z cokołem metalowym, zastąpiła lampy z żarzeniem 4 V. Przed wojną popularna, po wojnie w Polsce produkowana jako część zamienna. Elektrycznie identyczna z EL3.
- Uż=6,3 V, S=9 mA/V, Pa=9W.

PL81
- Producent: Polam. Nowalowa pentoda mocy przeznaczona do stopni odchylania poziomego odbiorników telewizyjnych i do przeciwsobnych wzmacniaczy mocy m.cz. (wzmacniacz mocy w klasie B osiąga moc do 20W).
- S=6 mA/V, Pa=8W, EL81: Uż=6,3 V, PL81: Iż=300 mA[49].

##### EL84, PL841
- Producent: Telam, Polam. Bardzo popularna nowalowa pentoda mocy, od połowy lat 50 stosowana w odbiornikach radiowych, telewizyjnych, magnetofonach, gramofonach, niewielkich wzmacniaczach mocy m.cz. i różnorakim sprzęcie profesjonalnym. W Polsce wersja lampy z żarzeniem szeregowym 0,3A nosiła nazwę PL841. W pozostałych krajach europejskich nie produkowano wersji z żarzeniem szeregowym 0,3A.
- Pa=12W, S=11,3 mA/V, EL84: Uż=6,3 V, PL841: Iż=0,3A.

##### EL86, PL84
Producent: Telam, Polam. Nowalowa pentoda, przystosowana do pracy z niewielkimi impedancjami obciążenia.
- Pa=12W, S=10 mA/V, EL86: Uż=6,3 V, PL84: Iż=0,3A.

##### RES964

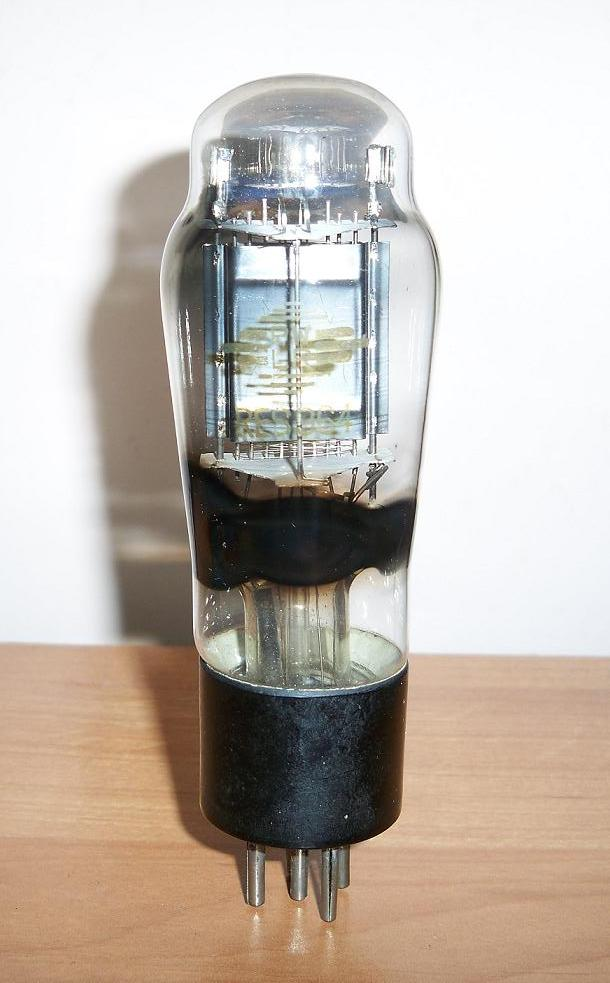
Pentoda mocy RES964 produkcji PWLR

- Producent: ZWLE, PWLR[50]. Cokół kołkowy, oznaczenie Telefunkena, odpowiednik produkowanej przed wojną lampy E443 Philipsa. Po wojnie produkowana krótko, jako część zamienna.
- Uż=4 V, S=1,3 mA/V, Pa=3W.

##### PL504
- Producent: Polamp. Z cokołem magnoval, przeznaczona do odchylania poziomego odbiorników telewizyjnych.
- Iż=300 mA, Pa=16W.

##### PL508
- Producent: Polamp. Z cokołem magnoval, przeznaczona do odchylania pionowego odbiorników telewizji kolorowej.
- Iż=300 mA, Pa=12W, S=9 mA/V.

#### Heksody i heptody

##### 1R5T
- Producent: Telam. Lampa mieszająca stosowana we wszystkich powojennych polskich lampowych odbiornikach bateryjnych. Posiada cokół heptalowy. Została wprowadzona przez firmę Tungsram, od często spotykanej w innych krajach 1R5 różni się o połowę mniejszym prądem żarzenia.
- Uż=1,4 V, Sc=300μA/V.

##### 2A1
- Producent: ZWLE[51]. Rzadka spotykana heptoda z cokołem oktalowym, odpowiednik radzieckiej lampy SB-242 produkowanej jeszcze przed wojną. Nie była stosowana w polskim sprzęcie cywilnym.
- Uż=2 V, Sc=450μA/V.

#### Diody – triody

##### 6Q7
- Producent: ZWLE[52]. Odpowiednik popularnej amerykańskiej lampy oktalowej 6Q7GT. Stosowana we wczesnych odbiornikach radiowych AGA, często spotykana w ZSRR, gdzie była produkowana pod nazwą 6G7.
- Uż=6,3 V, trioda: μ=70, diody: Io=1 mA przy Utr=150 V.

#### Diody – pentody

##### 1S5T
- Producent: Telam. Dioda detekcyjna z pentodą napięciową małej częstotliwości. Lampa była stosowana we wszystkich powojennych polskich lampowych odbiornikach bateryjnych, posiada cokół heptalowy. Została wprowadzona przez firmę Tungsram, od często spotykanej w innych krajach 1S5 (DAF91) różni się mniejszym prądem żarzenia.
- Uż=1,4 V, pentoda: S=0,625 mA/V, dioda Io=0,25 mA.

##### EBF89, UBF89
- Producent: Telam. Bardzo popularna nowalowa selektoda z podwójną diodą. Stosowana jako wzmacniacz p.cz. i detektor AM w odbiornikach radiowych.
- EBF89: Uż=6,3V; UBF89: Iż=100 mA; pentoda: S=2,2-0.022 mA/V; dioda: Io=0,8 mA.

##### EBL1

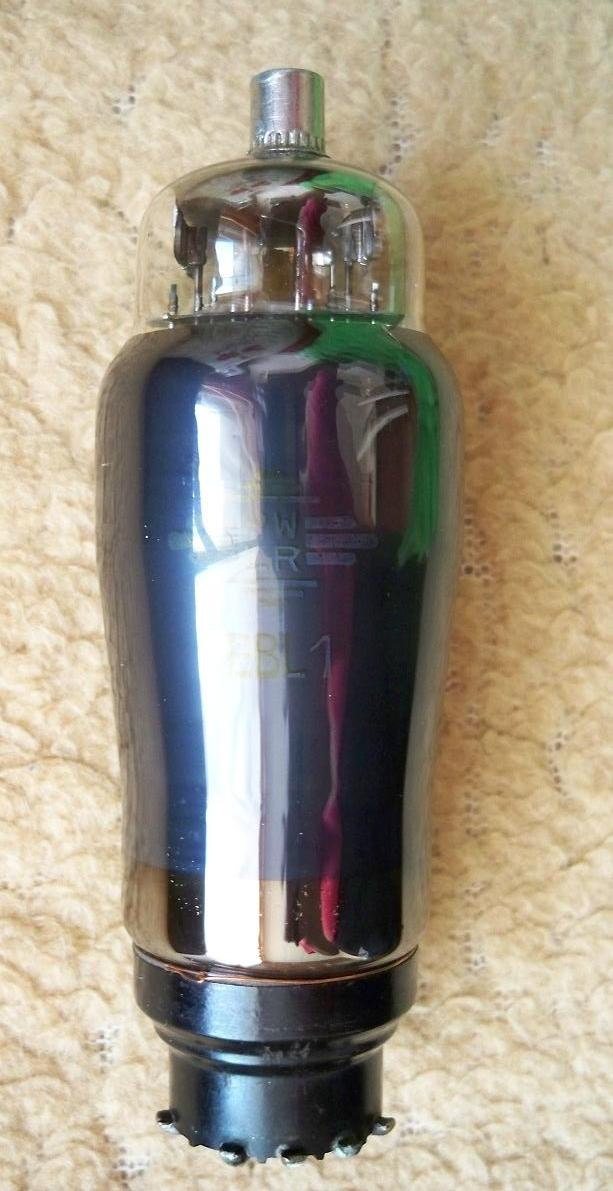
Lampa EBL1 produkcji PWLR

- Producent: PWLR. Pentoda mocy z duodiodą, cokół bocznostykowy. Produkowana jako element zamienny do radioodbiorników przedwojennych.
- Uż=6,3 V, pentoda: Pa=9W, S=9 mA/V, dioda: Io=0,8 mA.

##### EBL21, UBL21
- Producent: PWLR, ZWLE, Telam, Polam. Pentoda mocy (głośnikowa) z duodiodą detekcyjną, cokół loktalowy. Bardzo popularne lampy, używane we większości polskich odbiorników radiowych budowanych w latach 50.
- EBL21: Uż=6,3V; UBL21: Iż=100 mA; pentoda: Pa=11W, S=9 mA/V, dioda: Io=0,8 mA.

#### Triody – pentody napięciowe

##### ECF82, PCF82
- Producent: Telam, Polam. Trioda i pentoda o oddzielnych katodach, cokół typu nowal. Lampa przeznaczona do stosowania w układach mieszacza w odbiornikach telewizyjnych.
- Pentoda:S=5,5 mA/V, trioda: μ=35, ECF82: Uż=6,3 V, PCF82: Iż=300 mA[53].

#### Triody – pentody i tetrody mocy

##### ECL80
- Producent: Telam. Niewielka pentoda mocy z triodą z cokołem nowalowym. Stosowana głównie w odbiornikach telewizyjnych.
- Uż=6,3 V, Iż=300 mA; pentoda: S=3,3 mA/V, Pa=3,5W; trioda: μ=20.

##### ECL82, PCL82, UCL82
- Producent: Telam, Polam. Bardzo popularna nowalowa trioda-pentoda o oddzielnych katodach. Trioda była stosowana w układzie generatora odchylania pionowego odbiorników telewizyjnych lub wzmacniacza napięciowego m.cz., pentoda w stopniu końcowym odchylania pionowego lub m.cz.
- Pentoda: S=6,4 mA/V, Pa=7W, trioda: μ=70, ECL82: Uż=6,3 V, PCL82: Iż=300 mA, UCL82: Iż=100 mA[54].

##### ECL84, PCL84
- Producent: Telam, Polam. Nowalowa trioda-pentoda o oddzielnych katodach do odbiorników telewizyjnych. Trioda stosowana w układzie separatora lub wzmacniacza impulsów synchronizujących, pentoda w układzie wzmacniacza wizji.
- Pentoda: S=10,4 mA/V, Pa=4W, trioda: μ=65, ECL84: Uż=6,3 V, PCL84: Iż=300 mA[55].

##### ECL85, PCL85
- Producent: Telam, Polam. Nowalowa trioda-pentoda o oddzielnych katodach do odbiorników telewizyjnych. Trioda stosowana w układzie generatora lub wzmacniacza impulsów, pentoda w stopniu końcowym odchylania pionowego.
- Pentoda: S=5,5 mA/V, Pa=7W, trioda: μ=50, ECL85: Uż=6,3 V, PCL85: Iż=300 mA[56].

##### ECL86,PCL86
- Producent: Telam, Polam. Bardzo popularna nowalowa trioda-pentoda o oddzielnych katodach do magnetofonów, gramofonów, odbiorników radiowych i telewizyjnych. Trioda o dużym wzmocnieniu stosowana w układzie wzmacniacza napięciowego, pentoda w stopniu końcowym m.cz. Następca lampy ECL/PCL82.
- Pentoda: S=10 mA/V, Pa=9W, trioda: μ=100, ECL86: Uż=6,3 V, PCL86: Iż=300 mA[57].

##### PCL805
- Producent: Polam. Nowalowa trioda-pentoda o oddzielnych katodach do odbiorników telewizyjnych. Trioda stosowana w układzie generatora lub wzmacniacza impulsów, pentoda w stopniu końcowym odchylania pionowego. Podobna do PCL85, o lepszych parametrach.
- Pentoda: S=7,5 mA/V, Pa=10,5W, trioda: μ=60, Iż=300 mA.

#### Triody – heksody i heptody

##### ECH4
- Producent: PWLR[58]. Mieszacz częstotliwości do odbiorników radiowych, z cokołem bocznostykowym. Elektrycznie identyczna z ECH21, nie była stosowana w żadnym seryjnie produkowanym polskim odbiorniku radiowym.
- Uż=6,3 V, heptoda: Sc=750-7,5μA/V; trioda: μ=22.

##### ECH21, UCH21
- Producent: PWLR[59], ZWLE, Telam, Polam. Mieszacz częstotliwości do odbiorników radiowych, z cokołem loktalowym. Bardzo popularne lampy, stosowane w większości polskich odbiorników radiowych w latach 40 i 50, również w roli wzmacniacza p.cz. oraz stopnia napięciowego m.cz.
- Heptoda: Sc=750-7,5μA/V; trioda: μ=22; ECH21: Uż=6,3 V, UCH21: Iż=100 mA.

##### ECH81
- Producent: Telam. Mieszacz częstotliwości do odbiorników radiowych, z cokołem nowalowym. Bardzo popularne lampy, stosowane w odbiornikach radiowych w latach 50, 60 i na początku lat 70.
- Heptoda: Sc=750-7,5μA/V; trioda: μ=22; ECH81: Uż=6,3 V, Iż=300 mA; UCH81: Iż=100 mA.

##### ECH84
- Producent: Polam. Lampa z cokołem nowalowym przeznaczona do odbiorników telewizyjnych. Trioda przeznaczona do pracy jako wzmacniacz lub generator, heptoda jako selektor impulsów odchylania.
- Uż=6,3 V, Iż=300 mA; trioda: μ=50; Heptoda: S=2,2 mA/V.

##### PCH200
- Producent: Telam. Lampa z cokołem dekalowym przeznaczona do odbiorników telewizyjnych. Trioda przeznaczona do pracy jako wzmacniacz impulsowy, heptoda jako selektor impulsów odchylania.
- Iż=300 mA; trioda: μ=50.

#### Podwójne pentody

##### EFL200, PFL200
- Producent: Telam, Polam, Polamp. Lampa z cokołem typu dekal do odbiorników telewizyjnych. Pentoda napięciowa i pentoda końcowa przeznaczona do końcowego wzmacniacza wizji.
- Pentoda napięciowa: S=8,5 mA/V, pentoda końcowa: S=21 mA/V, Pa=5W, EFL200: Uż=6,3 V, PFL200: Iż=300 mA[60].

##### ELL80
- Producent: Telam[61]. Podwójna pentoda mocy o cokole nowalowym. W Europie była używana najczęściej w domowych urządzeniach stereofonicznych. W Polsce nie produkowano żadnych urządzeń z tą lampą.
- Uż=6,3 V, Pa=2*6W, S=6 mA/V.

#### Wskaźniki wysterowania

##### DM70
- Producent: Dolam[62]. Lampa typu „magiczne oko” DM70 była stosowana jako wskaźnik dostrojenia (na przykład w bateryjnym radioodbiorniku „Szarotka” i sieciowym „Violetta”).
- Uż=1,4 V.

##### EM4
- Producent: PWLR, ZWLE, Telam. Lampa typu „magiczne oko” z cokołem bocznostykowym. Była stosowana jako wskaźnik dostrojenia w radioodbiornikach, wskaźnik wysterowania w magnetofonach i wzmacniaczach, w urządzeniach pomiarowych. Od wcześniejszej podobnej lampy EM1 różniła się dwoma obszarami świecenia o zróżnicowanej czułości.
- Uż=6,3 V.

##### EM34
- Producent: Telam[63]. Lampa typu „magiczne oko” z cokołem oktalowym. Była stosowana jako wskaźnik dostrojenia w radioodbiornikach, wskaźnik wysterowania w magnetofonach i wzmacniaczach, w urządzeniach pomiarowych. Elektrycznie identyczna z EM4, dużo rzadziej od niej spotykana.

##### EM80
- Producent: Telam. Lampa typu „magiczne oko” z cokołem nowalowym. Była stosowana jako wskaźnik dostrojenia w radioodbiornikach, wskaźnik wysterowania w magnetofonach i wzmacniaczach.
- Uż=6,3 V.